# Nam Phi (khu vực)

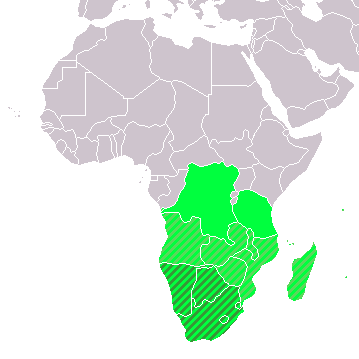
Khu vực Nam Phi (Tiểu vùng thuộc Liên Hợp Quốc)
địa lý, bao gồm cả vùng trên
Cộng đồng Phát triển Nam Phi (SADC)

Nam Phi là bộ phận phía nam của lục địa châu Phi, Khu vực này được phân định theo các cách hơi khác nhau về địa lý hoặc địa chính trị, và bao gồm một vài nước.
Thông thường, khái niệm Nam Phi dùng để chỉ đến khu vực bao gồm các nước Angola, Botswana, Lesotho, Malawi, Mozambique, Namibia, Nam Phi, Eswatini, Zambia, và Zimbabwe, mặc dù Angola có thể được tính vào Trung Phi và Malawi, Mozambique, Zambia cùng với Zimbabwe vào Đông Phi. Từ góc nhìn chính trị, khu vực này được cho là đơn cực với nước Cộng hòa Nam Phi là thế lực lớn nhất vùng.

## Các định nghĩa
Theo phân định của Liên hợp quốc, khu vực Nam Phi bao gồm 5 quốc gia:
- Botswana
- Eswatini
- Lesotho
- Namibia
- Nam Phi

Vùng này còn thường được cho là bao gồm cả các lãnh thổ khác:
- Angola – nước này còn thuộc Trung Phi.
- Mozambique và  Madagascar – các nước này còn thuộc Đông Phi.
- Malawi,  Zambia, và  Zimbabwe – đôi khi được cho là thuộc Nam Phi và trước đây thuộc Liên bang Trung Phi.
- Comoros,  Mauritius,  Seychelles,  Mayotte, và  Réunion – các đảo nhỏ nằm trên Ấn Độ Dương ở phía đông của lục địa châu Phi.

 Cộng hòa Dân chủ Congo và  Tanzania, tuy thường được coi là thuộc về Trung Phi và Đông Phi, nhưng đôi khi cũng được xem là thuộc về Nam Phi. Apropos, Cộng đồng Phát triển Nam Phi (SADC) được thành lập năm 1980 để tạo điều kiện cho sự hợp tác trong khu vực bao gồm tất cả các nước trên trừ Comoros (tổng cộng 15 thành viên).
Liên minh Thuế quan Nam Phi (SACU) thành lập năm 1969, bao gồm 5 quốc gia trong tiểu vùng Nam Phi theo định nghĩa của  Liên Hợp Quốc.